# Karl Götz von Olenhusen
Karl Hermann Emil Georg Wedekind Götz von Olenhusen (* 30. Dezember 1847 in Olenhusen; † 2. Oktober 1933 Olenhusen) war Rittergutsbesitzer und Mitglied des Deutschen Reichstags.

## Leben
Karl Götz v. Olenhusen besuchte die Schule in Göttingen und die Klosterschule zu Ilfeld. Er studierte Agrarwissenschaft an den Universitäten Göttingen und Berlin und der Akademie Proskau in Schlesien. Er verwaltete seine Güter und war tätig in Kreis- und Kommunal-Angelegenheiten. Weiter war er Landschaftsrat der Calenberg-Göttingen-Grubenhagenschen Ritterschaft.
Von 1884 bis 1887 und von 1890 bis 1912 war er Mitglied des Deutschen Reichstags für den Wahlkreis Provinz Hannover 12 (Göttingen), Deutsch-Hannoversche Partei. Er schloss sich als Hospitant der Fraktion des Zentrums an.